# Камілу Каштелу Бранку
Камі́лу Каште́лу Бра́нку (порт. Camilo  Castelo Branco; *16 березня 1825, Лісабон, Португалія — 1 червня 1890, Сан-Мігел-де-Сейде) — португальський письменник-класик ХІХ століття, один з найбільш відомих авторів португальської літератури; 1-й віконт Коррейя Ботельо.
Доробок Камілу Каштелу Бранку є величезним, сягає понад 260 книг: здебільшого романи, п'єси, нариси. Літературна спадщина письменника і драматурга вважається оригінальною тому, що поєднує драматичний і сентиментальний дух романтизму з глибоко індивідуальною сумішшю сарказму, гіркоти та чорного гумору. Не лише як авторові, а й людині Каштелу Бранку притаманні своєрідне почуття гумору та весела вдача, а також бурхливе (і дуже трагічне) життя. 
Його письмо, зосереджене на місцевій традиції й залюбуванню мальовничістю Португалії, загалом в руслі романтизму, часто розглядають як противагу літературній творчості Ж.-М. де Кейроша, суворого і неухильного прибічника реалізму, майже сучасника К. Каштелу Бранку (на 20 років молодшого за нього). У цій напрузі між Камілу та Есою, яку критики часто називають літературною геррільєю, багато хто вбачає синтез двох магістральних тенденцій у португальській літературі ХІХ століття.

## З життєпису
Камілу народився байстрям і осиротів у грудному віці, хоча його походження зрештою аристократичне — батько Мануел Жоакім Ботельо Каштелу Бранку (Manuel Joaquim Botelho Castelo Branco) був представником знаменитого роду в околицях Віла-Реала, але геть збіднілий внаслідок тодішнього закону першородства, що позбавляв молодших синів спадщини.  
Свої дитячі роки провів на селі в місцевості Траз-уж-Монтеш, де його в хатніх умовах виховали три неодружені тітки. У 13-річному віці він записався до католицької семінарії поблизу Віла-Реала, де його навчали священики. Замолоду він полюбив поезію Луїша де Камойнш та Мануела Марії Барбози де Бокаже, тоді як Фернао Мендес Пінто захопив його духом пригод. Попри інтерес до літератури та неабиякі здібності до грецької та латини, Камілу був неуважним і недисциплінованим учнем. 

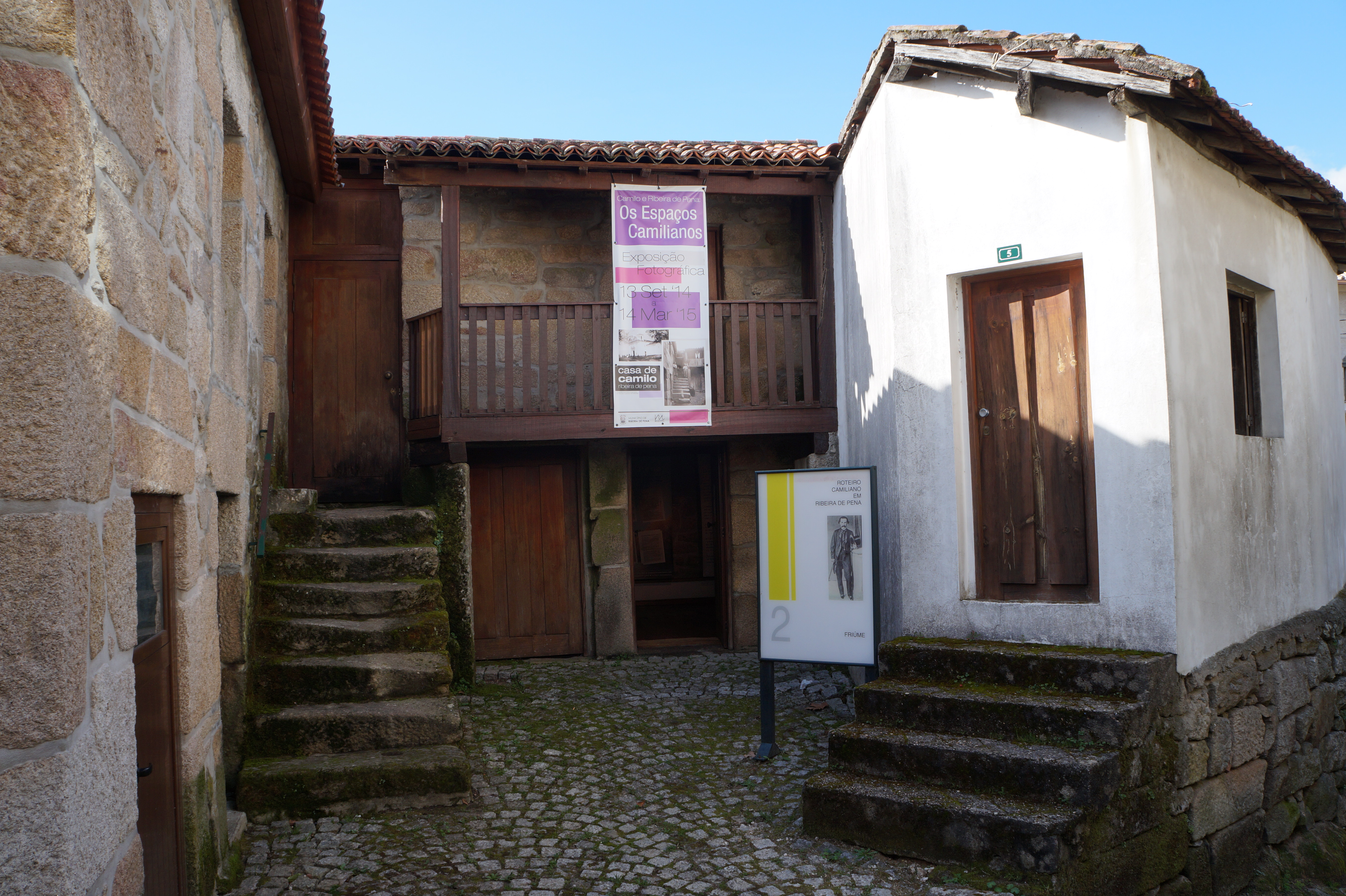
Будинок Каштелу Бранку у Рібейра-де-Пена, де письменник жив з першою дружиною

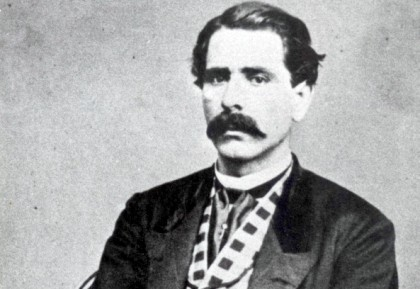
Камілу Каштелу Бранку у 1850 році

У 17-річному віці і до 20-ти з лишком він з перервами вивчав медицину та теологію в Порту й Коїмбрі, але врешті-решт вирішив стати письменником. Після початків журналістської роботи в Порту та Лісабоні він вступив до портуської єпископської семінарії, щоб вивчитися на священика. У цей період Камілу написав низку релігійних творів і переклав твір Франсуа-Рене де Шатобріана. Камілу насправді виконував незначні священицькі обов'язки, однак його сумбурна вдача завадила йому й віддалила від священства, й він присвятив себе повністю літературі до кінця життя. Двічі його заарештовували: перший раз за те, що розкопав рештки своєї першої дружини (з якою одружився у 16-річному віці, і яка померла в 24 роки), а вдруге через перелюб з Аною Пласідо, на той час одруженою. 
Його перший період ув'язнення був коротким, очевидно, завдяки втручанню Тейшейри де Кейроша (Teixeira de Queiroz), впливового судді і, за збігом обставин, батька відомого Ж.-М. Еса де Кейроша. Під час свого другого і більш тривалого ув'язнення він написав твір, який вважається його найкращим і найхарактернішим для нього — Amor de Perdição. Пізніше цей етап його життя також надихнув його написати «Спогади про в'язницю» (Memórias do Cárcere), в яких він описує стан тодішньої жалюгідної та переповненої в'язниці Реласао (Relação) в центрі Порту, переплітаючи оповідь з інтимними ремінісценціями та біографічними епізодами. 

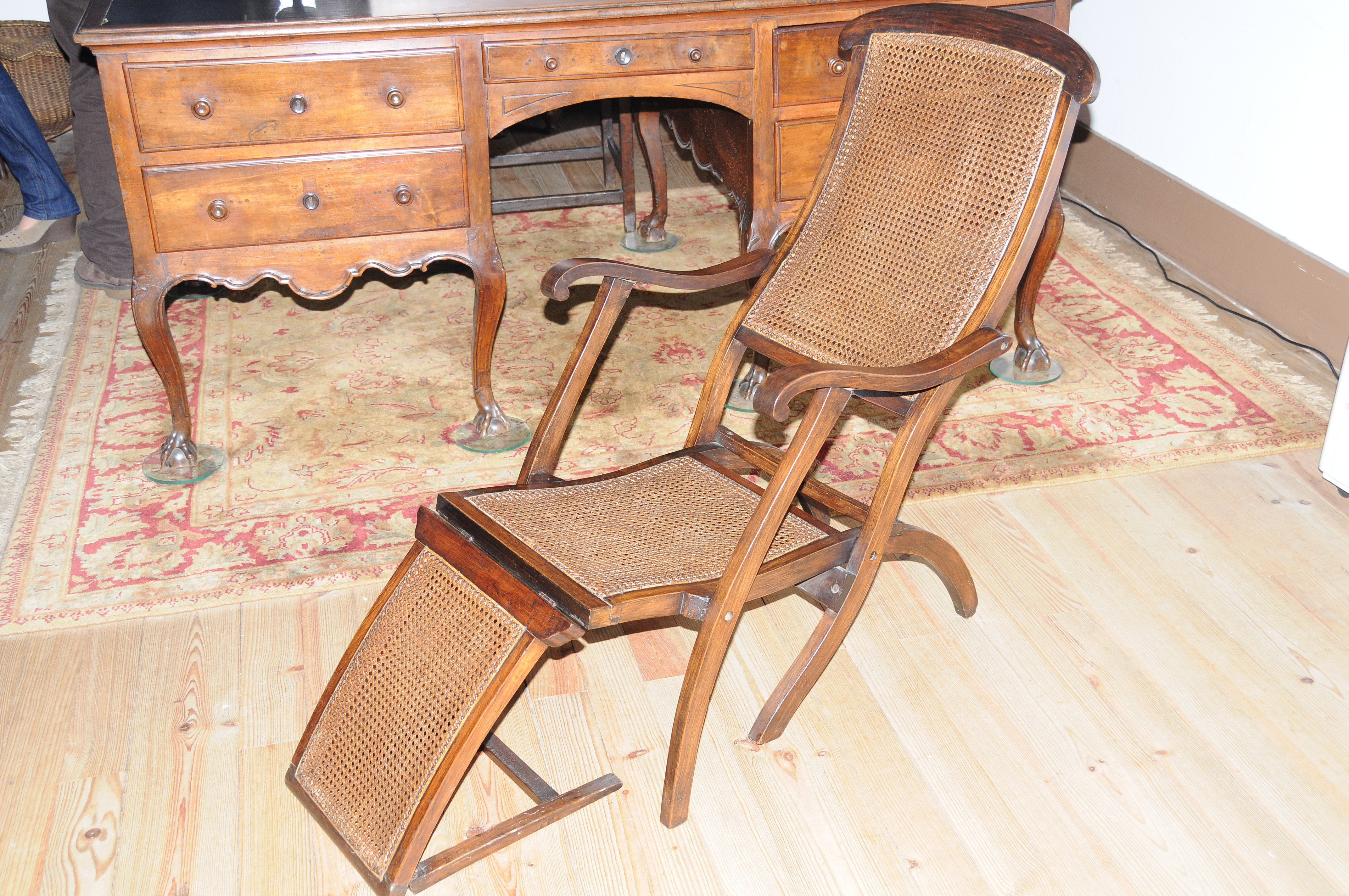
Крісло-гойдалка Камілу у будинку письменника у Віла-Нова-де-Фамалікан, в якому він жив останні роки життя до смерті

Камілу отримав титул віконта: Visconde de Correia Botelho у 1885 році на знак визнання його внеску в літературу, а коли стан його здоров'я погіршився і він вже не міг писати, парламент присудив йому довічну пенсію. У 1886 році він написав Esboço de crítica: Otelo, o Mouro de Veneza.  
Сліпий (через сифіліс) і страждаючи на хронічну нервову хворобу, Каштелу Бранку покінчив життя самогубством, застрелившись з револьвера у 1890 році, сидячи у своєму знаменитому на тепер дерев’яному кріслі-гойдалці .

## Творчість
Камілу Каштелу Бранку, вочевидь, є найпліднішим з усіх португальських письменників — його творчий доробок включає романи, п'єси, вірші та нариси. Крім того, Камілу став першим португальським автором, який жив виключно зі свого письменництва. Загалом кількість його публікацій налічує близько 560, але найбільше він відомий своїми романами. Незважаючи на те, що Камілу дуже багато написав на замовлення, тобто для оплати життєвих рахунків, він ніколи не втрачав своєї індивідуальності. Широке коло знайомств дозволило йому урізноманітнити своє письмо введенням яскравих персонажів та португальських типажів, таких, як «бразілейру» (португальський емігрант, який повернувся з пошуків щастя в Бразилії), старий «Фідальго» (шляхтич) північної Португалії та священик з Міню. 
Романи Камілу можна розділити на три періоди. Перший період включає його фантазійні романи, наприклад, Os Mistérios de Lisboa в стилі Ежена Сю. 
Другий період його творчого доробку включає так звані «романи характерів», зачинателем і яскравим представником яких у Португалії він був до появи Злочина падре Амару (O Crime de Padre Amaro) Еса де Кейроша. У цих романах він поєднує реалізм та ідеалізм і прекрасно фіксує побутове та соціальне життя Португалії на початку ХІХ століття. 
Третій період охоплює його твори історичні, біографічні й літературну критику. З-поміж них: Noites de Lamego, Cousas leves e pesadas, Cavar em ruínas, Memórias do Bispo do Grão Pará і Boémia do Espírito.
Серед найвизначніших романів К. К. Бранку — O Romance de um Homem Rico, його улюблений Retrato de Ricardina, Amor de Perdição, збірка новел Novelas do Minho та A Brasileira de Prazins. Багато його романів є автобіографічними, як Onde está a felicidade? і Memórias do Cárcere і Vinganca. Каштелу Бранку — талановитий оповідач, багато в чому тому, що був геніальним імпровізатором, не намагаючись втім досконало вивчити характери персонажів. Йому притаманне багатство словникового запасу, ймовірно, неперевершеного у всій португальській літературі, часте використання просторіччя.  
Попри поетичний темперамент, вірші Каштелу Бранку вважаються посередніми, тоді як його найкращі п'єси переобтяжені драматизмом, а комедії є тріумфом гротеску, що нагадує творчість Жіла Вісенте.

## Кіно- і телевізійні адаптації
- Amor de Perdição (реж. М. де Олівейра, 1979)
- Um Amor de Perdição (реж. Маріо Баррозу Mario Barroso, 2009)
- Mistérios de Lisboa (реж. Рауль Руїш Raúl Ruiz, 2010)